# باول تيري (ممثل)
باول تيري (بالإنجليزية: Paul Terry)‏ هو ممثل بريطاني، ولد في 7 نوفمبر 1985 في المملكة المتحدة.

## وصلات خارجية
- باول تيري على موقع IMDb (الإنجليزية)
- باول تيري على موقع ديسكوغز (الإنجليزية)
- باول تيري على موقع قاعدة بيانات الفيلم (الإنجليزية)